# ستيفن لوي
ستيفن لوي (7 مايو 1981 في المملكة المتحدة - ) (بالإنجليزية: Stephen Lowe)‏ هو لاعب كريكت بريطاني. لعب مع Hertfordshire County Cricket Club ‏ ونادي الكريكت في جامعة أكسفورد ‏.

## وصلات خارجية
- ستيفن لوي على موقع إي آس بي آن كريك إنفو (الإنجليزية)